# Денніс Брейн
Денніс Брейн (англ. Dennis Brain; 17 травня 1921, Лондон — 1 вересня 1957, Барнет) — британський валторніст, один із найяскравіших виконавців на цьому інструменті в XX столітті.

## Родина
Денніс Брейн народився в сім'ї Обрі Брейна, представника династії британських валторністів, яка налічувала кілька поколінь. Його дід Альфред Едвін Брейн старший (4 лютого 1860 — 25 жовтень 1925) вважався одним з кращих солістів-валторністів свого часу. Його дядько Альфред Едвін Брейн молодший (24 жовтня 1885 — 29 березня 1966) побудував успішну кар'єру валторніста в Сполучених Штатах, спочатку в Нью-Йорку, потім в Лос-Анджелесі.
Батько Брейна Обрі Гарольд Брейн (12 липня 1893 — 21 вересня 1955) був солістом Симфонічного оркестру BBC. Він також займався викладацькою роботою. Обрі Брейн був першим валторністом, який записав 1-й концерт Моцарта 1927 року. Мати Денніса Брейна Маріон Брейн була співачкою в Королівському оперному театрі Ковент-Гарден і композиторкою. Написала каденції до 1-го і 3-го концертів Моцарта.
Його брат Леонард Брейн (1915—1975) грав на гобої. Разом з ним Денніс Брейн створив квінтет духових інструментів, з яким вони успішно концертували. Тіна Брейн, племінниця Денніса, одна з дочок Леонарда, також стала професійною валторністкою.
Денніс Брейн був одружений і мав двох дітей: сина Антоні Пола і дочка Саллі.

## Біографія

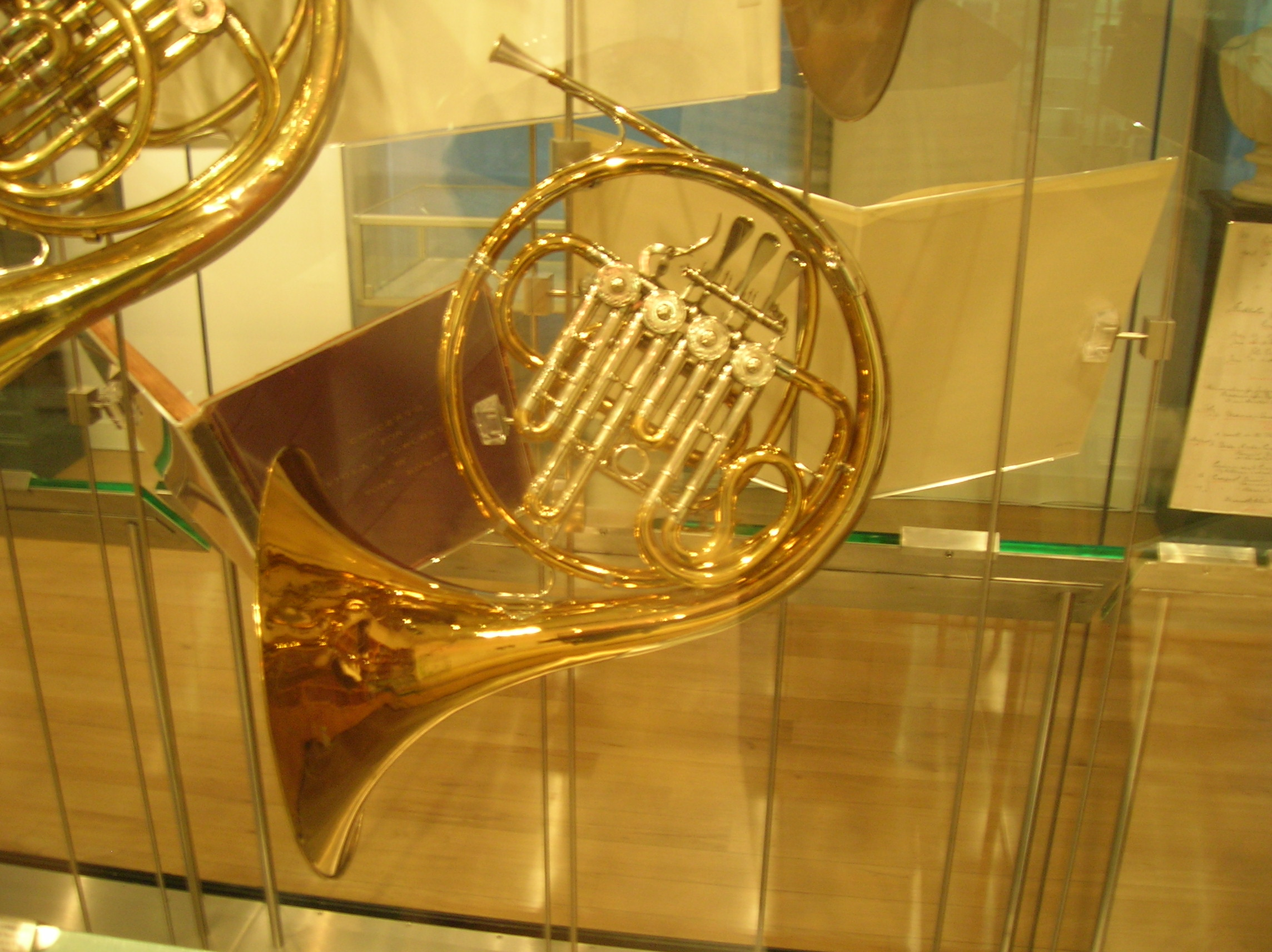
Валторна Alexander, яка належала Деннісу Брейн

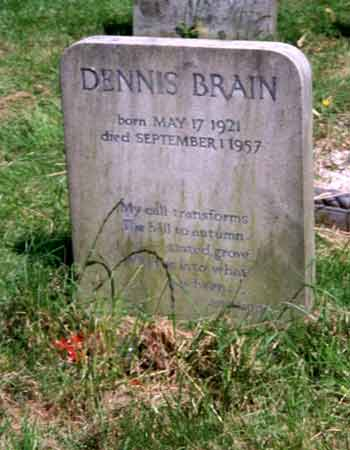
Могила Брейна в Лондоні

Навчався в Королівській академії музики в Лондоні по класу валторни у свого батька і по класу органу в Каннінгема. Вперше виступивши на публіці 1938 року, Брейн почав грати камерну музику, співпрацюючи з різними струнними квартетами. Під час Другої світової війни грав в оркестрі британських Військово-повітряних сил і в Новому лондонському оркестрі Алека Шермана (в тому числі на концертах в Національній галереї, 1943—1945), а після її закінчення почав сольну кар'єру, часто виступаючи як у Великій Британії, так та інших країнах Європи. Брейн також був солістом Королівського філармонічного оркестру.
Кар'єра музиканта обірвалася дуже рано — 1 вересня 1957, він загинув в автокатастрофі, повертаючись на своєму спортивному автомобілі в Лондон після концерту на Единбурзькому фестивалі, де він виступав у складі духового квінтету. Денніс Брейн був похований на кладовищі Гемстед в Лондоні.

## Творчість
Брейн вважається одним з найвидатніших виконавців на валторні в XX столітті. Віталій Буяновський вважав його найбільшим валторністом XX століття. Брейн відродив інтерес до валторни як до концертного інструменту і надихнув композиторів на написання нових творів для неї. Виконавська техніка Брейна відрізнялася блискучою віртуозністю, співучістю звуку і чистотою інтонації. Музикант записав ряд класичних творів для валторни, в тому числі всі концерти Моцарта під керуванням Герберта фон Караяна, а також твори Ріхарда Штрауса, Пауля Гіндеміта, Бенджаміна Бріттена та інших авторів.
Введений в Зал слави журналу Gramophone.

## Посвячення Деннісу Брейну
Ряд композиторів присвятили Деннису Брейну свої твори для валторни, написані спеціально для нього, в тому числі Бенджамін Бріттен (Серенада для тенора і валторни, Гімн III), Пауль Гіндеміт (Концерт для валторни з оркестром), Малкольм Арнольд (Концерт для валторни з оркестром № 2), Йорк Боуен (Концерт для валторни, струнних і литавр), Пітер Фрікер (Соната для валторни), Гордон Джейкоб (Концерт для валторни і струнного оркестру), Матьяш Шейбер (Ноктюрн для валторни і струнних), Гамфрі Сірл (Ранкова серенада для валторни і струнних), Ернест Томлінсон (Рапсодія і рондо для валторни з оркестром, Романс і рондо для валторни з оркестром), Леннокс Берклі (Тріо для валторни, скрипки і фортеп'яно).
Щоб вшанувати пам'ять Денніса Брейна, Франсіс Пуленк створив свою Елегію для валторни і фортеп'яно. Вона була вперше виконана 1 вересня 1958 рівно через рік після загибелі музиканта. Партію валторни виконав Ніл Сандерс, на фортеп'яно грав автор.
До 50-ї річниці від дня смерті Брейна, англійський композитор Пітер Максвелл Девіс на замовлення 50 британських валторністів написав Фанфари пам'яті Денніса Брейна. Прем'єра цього твору відбулася 15 березня 2007 у виконанні валторніст Майкла Томпсона.